# De Onbeschaamde
Het Huis de Onbeschaamde is een rijksmonumentaal pand aan de Wijnstraat 123 in de stad Dordrecht, in de Nederlandse provincie Zuid-Holland. Het pand is op 9 maart 1966 ingeschreven in het monumentenregister.

## Geschiedenis
In 1650 liet toenmalig burgemeester Abraham van Beveren zijn nieuwe woning aan de Wijnstraat bouwen. Op de plek waar het huis moest komen stonden eerst nog drie middeleeuwse panden, dat waren Roncheval, de Cleyne Davidt en de Grote Davidt. Van Beveren had in 1643 al Roncheval en de Cleyne Davidt gekocht. Een eerste plan bestond uit het samenvoegen van deze twee panden. In 1645 zijn deze twee panden opgemeten om een ontwerp voor een nieuwe woning te kunnen maken. Uit de tekeningen viel op te maken dat deze twee panden zeer waarschijnlijk uit dezelfde periode als het buurpand Dit is in Beverenburgh moeten stammen. In de gemaakte schetsen komt telkens de achterzaal van de Roncheval terug. De Grote Davidt werd in 1650 aangekocht door Van Beveren. De koop was mondeling, want deze werd pas op 4 oktober dat jaar door de Schepenbank bekrachtigd en toen was het gebouw, net als de andere twee woningen, al afgebroken. De schaalvergroting van de woning kan toegewezen worden aan de politieke carrière van Van Beveren: hij was in 1643 burgemeester en in 1650 werd hij benoemd in het college van Gecommitteerde Raden van Holland. Van het grotere woonhuis zijn meerdere ontwerptekeningen bewaard gebleven, een aantal tekeningen wordt toegewezen aan Arent van 's-Gravesande (gedateerd 8 en 15 februari 1650), andere tekeningen zijn van de hand van Pieter Post (gedateerd 5 maart 1650). Of de twee in competitie hebben gewerkt, of dat Van Beveren de twee architecten los van elkaar heeft gevraagd een of meer ontwerpen in te dienen is niet bekend. Omdat de data van de tekeningen dicht bij elkaar liggen, is een competitie niet uit te sluiten. Post liet de leiding over de bouw over aan Maarten Gillesz van der Pijpen, voormalig stadsarchitect van Dordrecht. Hoewel Post alle schouwpartijen op de beletage in marmer had ontworpen, werden ze op een na allemaal in eikenhout uitgevoerd. Het houtwerk (kozijnen, schoorsteenmantels, vloeren, et cetera) werd door Asarias Maertens verzorgd. Claes Janse leverde het snijwerk. Twee schouwen werden voorzien van schilderstukken, waarschijnlijk van de hand van Jan Fijt. Tijdens de bouw was Van Beveren vrijwel niet aanwezig, hij was vooral bij de Staten Generaal aan het werk. In 1660 en 1661 was hij weer burgemeester van Dordrecht en woonde ook in zijn huis aan de Wijnstraat. Van Beveren overleed in 1663 en zijn weduwe Elisabeth Ruysch bleef tot haar overlijden in 1697 in de Onbeschaamde wonen. Post heeft ook een ontwerp gemaakt voor een tuinpaviljoen, dit was bij verkoop van het pand in 1718 niet (meer) aanwezig. De kans is groot dat het paviljoen zelfs nooit is gebouwd. In 1718 was er wel aan de achterzijde van de kavel een stalgebouw met koetshuis en bovenkamers. Het stalgebouw kwam uit op de Nieuwe Haven (de huidige Kuipershaven).
Doordat bewoners vaak inventarissen bijhielden, is bekend dat omstreeks 1715 er een verbouwing werd uitgevoerd in de Lodewijk XIV-stijl. In 1745 kreeg Johanna Everwijn het huis, via een erfenis van haar ouders in bezit. Zij en haar man Adriaan Stoop lieten het pand moderniseren. Het volledige interieur werd in de Lodewijk XV-stijl gedecoreerd. De gevel bleef, op de vensters na, volledig in oude stijl. Het volledige interieur van Post en ook de Lodewijk XIV-decorstukken werden verwijderd. Omdat in 1757 het naastgelegen pand Dit is in Beverenburgh was aangekocht, kon De Onbeschaamde ook uitgebreid worden. De keuken van De Onbeschaamde kwam daarom achter Dit is Beverenburgh te liggen. De verbouwing werd tussen 1759-1761 afgerond met het plaatsen van schilderingen van de hand van Aart Schouman. Schouman heeft ook in het pand Het Zeepaert schilderingen aangebracht. Voor De Onbeschaamde leverde hij schouwstukken en supraportes. Omstreeks 1878 werden er weer moderniseringen uitgevoerd, ditmaal in opdracht van of Otto Boudewijn 't Hooft, of zijn weduwe, want nog voordat de verbouwingen in 1879 waren afgerond was 't Hooft reeds overleden. Onder andere de vensters en de stoep weren gemoderniseerd. De weduwe 't Hooft overleed in 1885, waarna advocaat procureur J.M. Reus kantoor ging houd in Dit is Beverenburgh. De Onbeschaamde werd zijn woonhuis en hij liet het pand aansluiten op het gasnet, de waterleiding en de telefoon. Reus was de laatste die De Onbeschaamde als woning gebruikte.
In 1910 werd het pand namens de firma Hooghwinkel & Co. aangekocht door François Herman van Gijn. Architect Bernardus van Bilderbeek werd verzocht een ontwerp te maken om het pand te verbouwen tot kantoorpand. Een schouwpartij, schilderingen en betimmering werden uit de te verbouwen zaal verwijderd en geveild. Deze onderdelen werden gekocht door J.A.L. van den Bosch, deze liet ze in zijn landgoed de Hooge Vuursche in Baarn plaatsen. In 1916 werd er een tweede bankzaal aangebouwd. De bank, en zijn opvolgers, bleven tot 1967 kantoor houden in De Onbeschaamde.
In 1994 verwierf de Vereniging Hendrick de Keyser het pand, voor het symbolische bedrag van ƒ1,--, van de gemeente Dordrecht. De vereniging liet in 1996-97 een restauratie uitvoeren, waar zij bij de aankoop van het pand ook toe verplicht was. Bij deze restauratie werd de in 1916 gebouwde bankzaal gesloopt. Alle overige ruimtes werden in hun bestaande toestand gerestaureerd.

## Exterieur

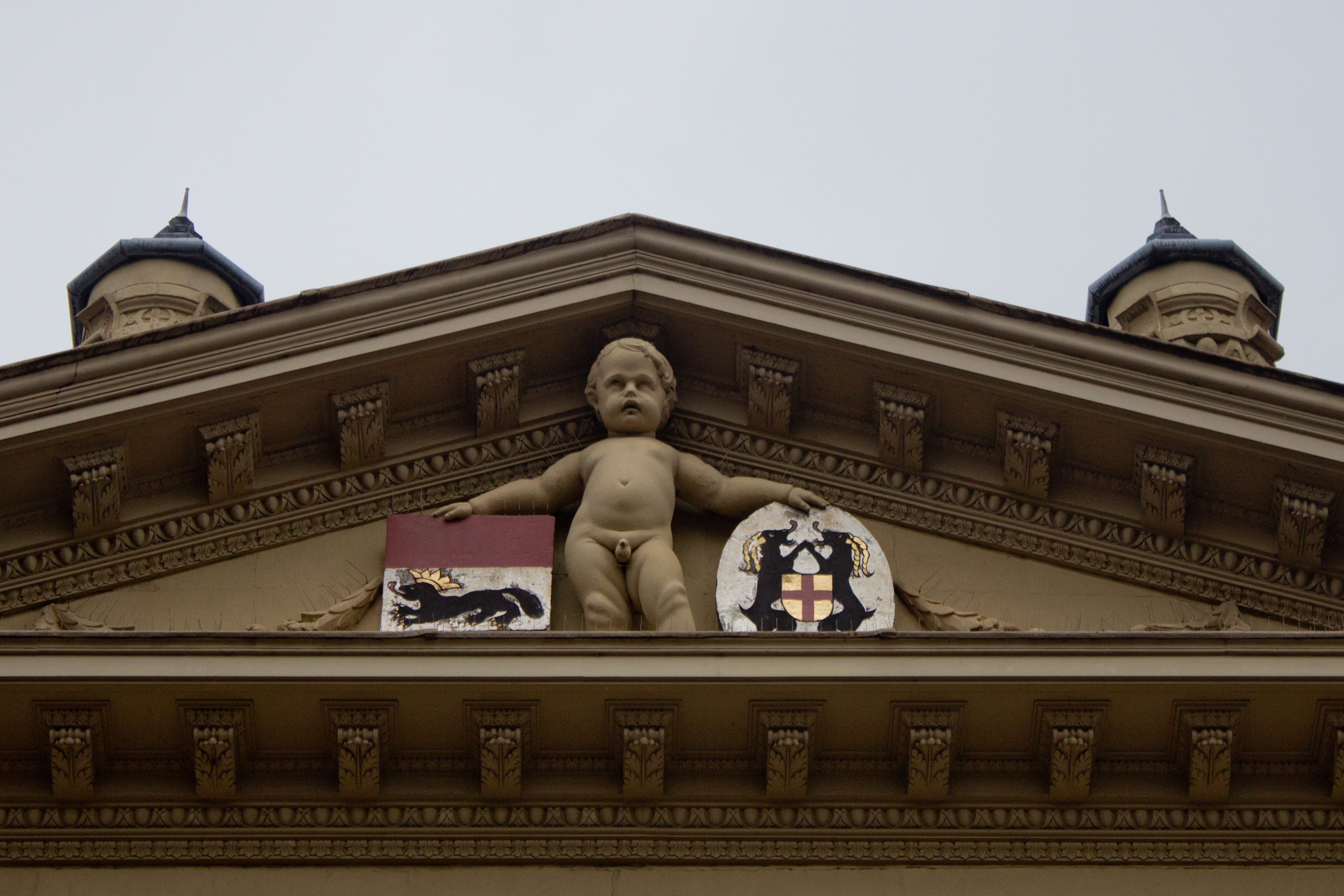
Het fronton met daarin twee familiewapens vastgehouden door een putto. Het huis heeft de bijnaam aan deze putto te danken.

De voorgevel is een pilastergevel, vormgegeven als een Romeinse of Griekse tempel. Het pand is 14 meter breed, verdeeld over vijf traveeën. Tussen de vensters zijn vier Korinthische pilasters geplaatst. Deze pilasters ondersteunen een architraaf met daarop een fronton en daarin een putto die de familiewapens van de eerste bewoners vasthoudt: Van Beveren en Ruysch (het ovalen schild). Aan deze opstelling heeft het pand ook de bijnaam te danken, omdat de putto is vormgegeven als een naakt jongetje dat de voorbijgangers op straat aankijkt. In de tijd dat dit beeldhouwwerk gemaakt is, was er nog geen spraken van een seksuele revolutie en schaamde men zich nog voor naaktheid. Aan weerszijden van de architraaf bevinden zich festoenen. De voorgevel heeft grote overeenkomsten met een eerder ontwerp van Post in de Beemster: hofstede Vredenburg. De achtergevels zijn veel soberder en bestaan of alleen uit metselwerk, of zijn ook gepleisterd.
Ook de stoep behoort tot het rijksmonument, de hekken zijn vermoedelijk uit de eerste kwart 19e eeuw en bevatten neogotische elementen.
Door de sterk gerende perceelgrens met het rechter buurpand, is de achtergevel 17,5 meter breed.

## Interieur
De hoofdindeling van het huis is nog gelijk aan toen het gebouwd werd. De ruimtes zelf zijn wel gemoderniseerd. De noordoostelijke zijgevel geert sterk ten opzichte van de overige in- en externe muren. Dit is intern gecamoufleerd door voorzetwanden, kasten en kleine kamertjes. Het oude huis (zonder de gesloopte bankzaal) is 23 meter diep. De vloeren bestaan uit moer- en kinderbalken. Bij de kappen is alleen de kap aan de voorzijde alleen in gewijzigde vorm aanwezig.
17e eeuw
De indeling van de rechter voorkamer, met vaste kastenwanden, is ook behouden gebleven. Post heeft in plaats van een lichtschacht voor het trappenhuis een daklicht ontworpen. Voor zover bekend is dit voor het eerst dat een dergelijke oplossing voor een trappenhuis midden in een woning werd toegepast. De plafonds op de begane grond en de eerste verdieping werden door Maertens afgewerkt met wagenschot. De moerbalken werden voorzien van kokers en de velden daartussen werden voorzien van beschieting. In de hoofdvertrekken werden de velden beschilderd. Tijdens de restauratie in 1996 werden op de zolder een aantal onderdelen van plafonds teruggevonden. De planken werden in 1755 vertimmerd tot kastplanken en plinten. Bekend is dat een plafond dat ontworpen is door Post rond van vorm was met daarop vliegende putti, vergelijkbaar met een plafond in het Huis van Buysero in Den Haag.
18e eeuw
Alle vertrekken zijn in de 18e eeuw in de toen heersende Lodewijk XV-stijl gedecoreerd. Alle schouwen werden vervangen door modernere. De indeling van de woning werd echter nauwelijks gewijzigd. Aan de rechterzijde werden de voorkamer en achtergelegen zaal gekoppeld via een In de hal werd een houten trap geplaatst met een houten trapleuning waarvan de balusters rijk gedecoreerd zijn. Tussen de treden en de leuning zijn gietijzeren staven aangebracht, welke voorzien zijn van bladmotieven. De marmeren wandbekleding is echt. Het marmer van de traptreden is geschilderd hout. Als laatste verbouwing werd het bovenlicht verwijderd en werd er een lichthof gebouwd. Er kwam een groot raam in de zijgevel en hiervoor werd ook een deel van het naastgelegen Dit is in Beverenburch gesloopt. Tussen het trappenhuis en de woning kwam een portaal met daarin een smeedijzeren bovenlicht. In het bovenlicht werd het alliantiewapen van de families Stoop en Everwijn geplaatst. De schilderstukken boven de deuren en open haard in de rechter voorkamer zijn van Aart Schouman. In de schilderingen worden de Schilderkunst, Wiskunde en Architectuur gepersonifieerd. In de schildering met Architectuur (een vrouw met een architectuurtractaat in de handen) staat ook de voorgevel van De Onbeschaamde afgebeeld. Ook de linker voorkamer werd gedecoreerd, nu niet met schilderingen, maar met stucwerk. Op het plafond staat een personificatie van de Vrede, in het supraporte die van de Waakzaamheid en boven de schoorsteenmantel wordt Pallas Athene afgebeeld als personificatie van de Wijsheid.
Van de keuken die in tijdens de grote verbouwing in 1757-58 werd gebouwd resteren meerdere onderdelen, waaronder een schouwkap, fornuizen en een marmeren aanrecht met pomp. Een wand is volledig voorzien van twee verdiepingen hoge kasten. De andere wanden zijn voorzien van zogenaamde witjes; geheel wit geglazuurde tegels.
De vensters in de voorgevel werden ook verbouwd; de kruiskozijnen werden vervangen door schuiframen met roedenverdeling. De nieuwe ramen hadden een licht getoogd kalf. In 1878 werden deze schuiframen vervangen door de huidige rechte schuiframen.
20e eeuw
In 1910 werd van de woning een bankgebouw gemaakt. Bij de verbouwing is het interieur van de rechter zaal gesloopt, maar de deuren naar de voorkamer bleven behouden. De zaal kreeg een inrichting in de trant van Berlage met eiken wandbetimmering en glas-in-loodramen. Er kwam ook een dakraam, waarvoor de volledige verdieping boven de zaal gesloopt werd. Voor de oude binnenwanden kwam een nieuwe achtergevel met de uitstraling van een kantoorpand uit 1910. Achter deze bankzaal kwam een tweede bankzaal. Deze werd bij de restauratie in 1996 gesloopt. De voormalige eetkamer naast de zaal werd eveneens verbouwd, hier kwam onder andere een kluis. De wandbekleding werd vervangen door gele, blauwe, witte en bruine geglazuurde bakstenen. In dit linker achterdeel werd een conciërgewoning ingericht.